# Cornelis de Vos

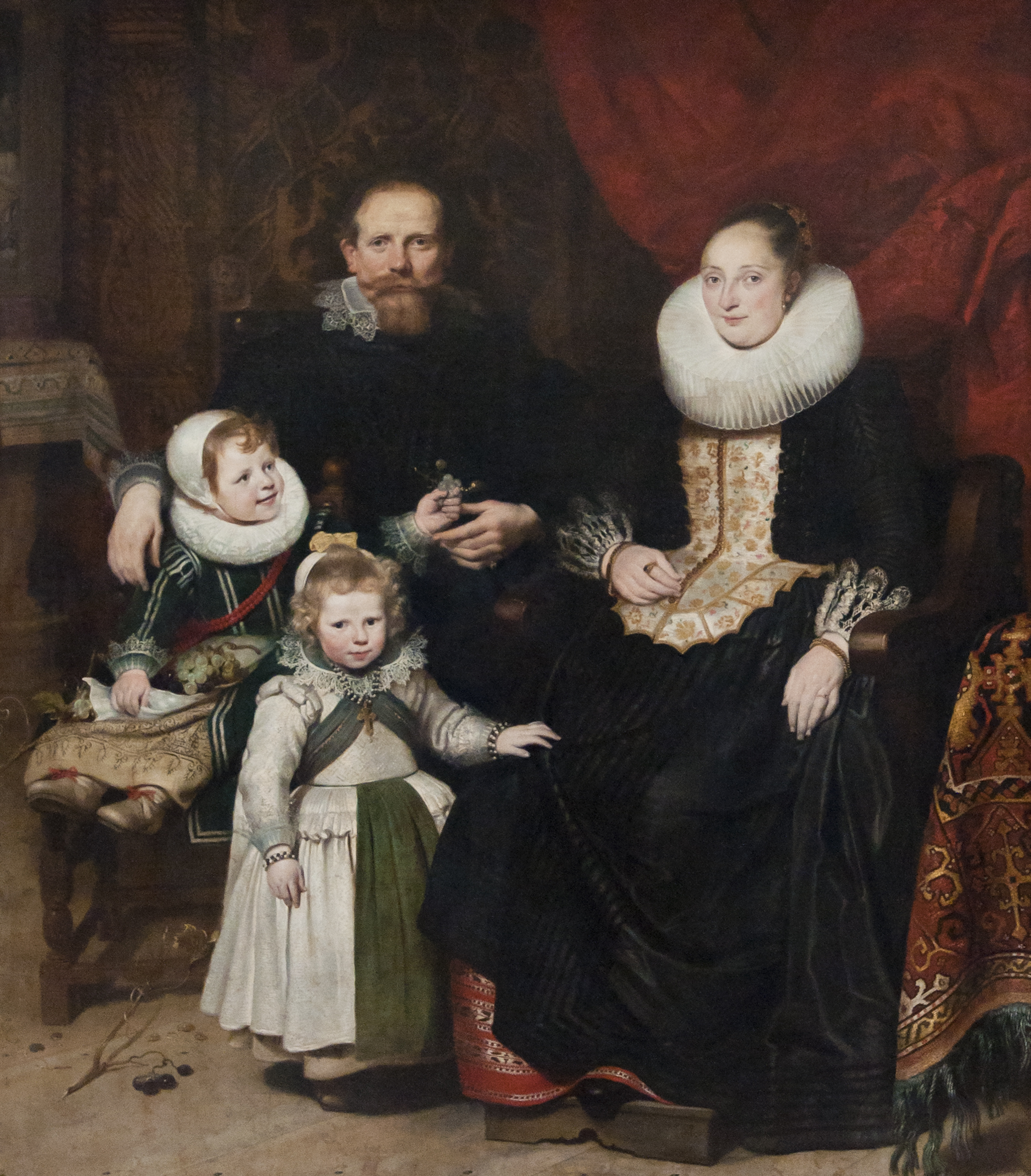
Autoretrat de l'artista i la seva família

Cornelis de Vos (1584 - 9 de maig de 1651) va ser un pintor, dibuixant i marxant d'art flamenc. És molt conegut pels seus sensibles retrats però també va practicar molts altres gèneres que inclouen l'històric, la pintura de gènere i fins i tot les natures mortes. Va ser un col·laborador habitual amb Rubens.

## Vida
Va néixer a Hulst prop d'Anvers, actualment a la província holandesa de Zelanda. Se sap poc de la seva infantesa. Cornelis i els seus germans més joves Paul i Jan van estudiar un pintor poc conegut, David Remeeus (1559–1626). De Vos va entrar al gremi de Sant Lluc el 1608 a l'edat de vint-i-quatre anys, i va ser el seu degà el 1628. Quan esdevingui ciutadà d'Anvers el 1616 es va registrar no com a pintor, sinó ja com a marxant d'art.
La seva germana Margarida es va casar amb Frans Snyders, mentre ell mateix es va casar amb la mig-germana de Jan Wildens, Susanna Gall. Entre els seus alumnes es comptaven Jan Cossiers, Alexander Daemps i Simon de Vos (de qui no era parent).
De Vos va morir a Anvers, on va ser enterrat a la catedral.

## Obres
Cornelis va conrear diversos gèneres. Inicialment pintava principalment retrats i obres mitològiques, bíbliques i escenes d'història. També va produir natures mortes i, a finals dels anys 1620, algunes pintures de gènere monumentals. Va utilitzar l'acrònim CDVF.

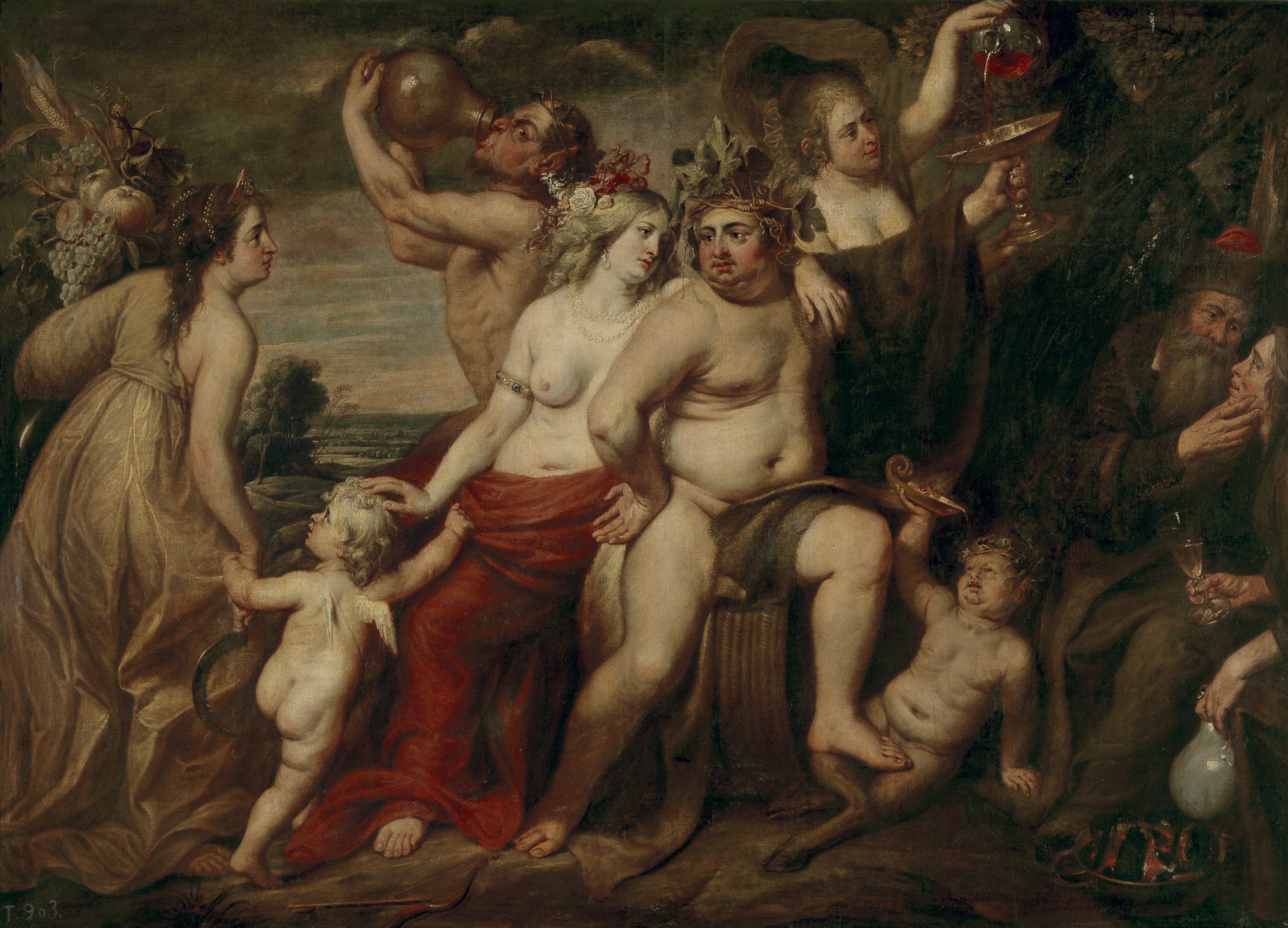
Les quatre estacions

Professionalment va ser més exitós com a pintor de retrats individuals i de grup, on va crear el seu estil propi. Situava els seus personatges dins d'interiors sobris però rics. Va ser capaç d'aconseguir retrats sensibles dels seus models i les variades textures de la roba mitjançant l'ús d'una minsa llum brillant. Només va començar a pintar retrats de cos sencer després del retorn de Van Dyck a Anvers el 1627. En aquests retrats la figura es col·loca normalment davant d'un element arquitectònic i d'un paisatge obert.
El seu estil segueix el d'Anton van Dyck i, a una extensió menor, Peter Paul Rubens. De Vos va treballar freqüentment com a col·laborador amb Rubens. Al voltant 1617 va pintar dos panells, la Nativitat i la Presentació en el Temple, que eren part d'una sèrie de pintures sobre el tema del "Misteri del Cicle del Rosari" en el qual havien participat altres pintors locals, incloent Rubens (qui supervisava el projecte), Van Dyck, i Jacob Jordaens. Les dues peces de Cornelis es van unir amb les 13 pintures fetes per aquests altres pintors a l'església de Sant Pau d'Anvers on eren als costats de la Madona del Rosari de Caravaggio, a l'església des de 1620.

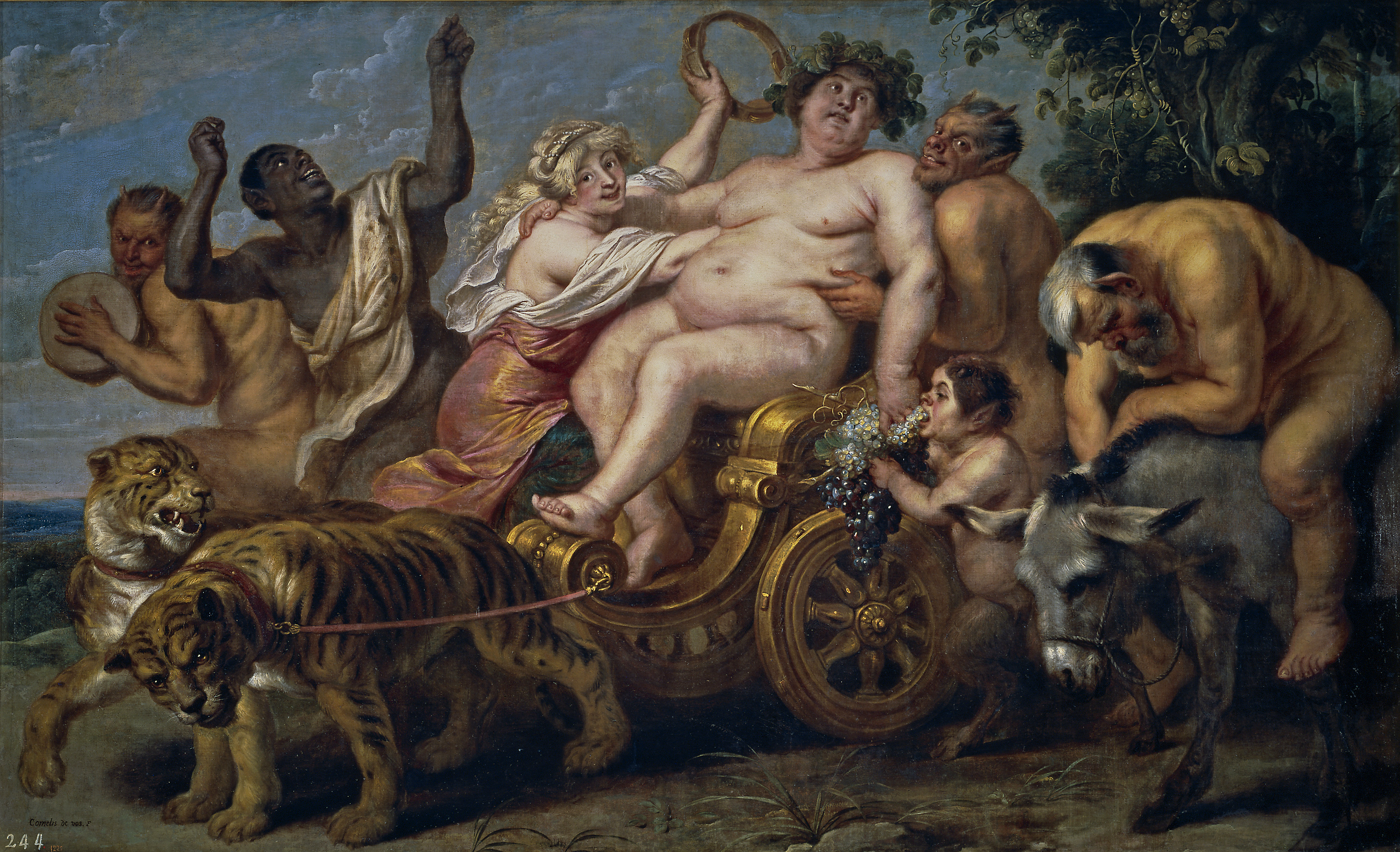
El triomf de Bacus

El 1635, De Vos va assistir Rubens en "L'entrada joiosa del Cardinal-Infant Ferran, un projecte per al qual va pintar dotze retrats reials a partir de dissenys de Rubens. Entre 1636 i 1638 va treballar un altre cop per Rubens, juntament amb el seu germà Paul en la decoració de la Torre de la Parada, una casa de caça de Felip IV d'Espanya prop de Madrid. Les col·laboracions de De Vos amb Rubens en aquests projectes dels anys 1630 no van influir en el seu estil, si bé van influir en la seva tècnica.
Cornelis sovint va col·laborar amb altres col·legues, un fet comú en Anvers a l'època: pintava els figurants dels bodegons de Frans Snyders i a canvi Snyders i el seu germà Pau pintaven la fruita, els animals, la placa de plata i les armes del seus treballS. Jan Wildens va participar en els paisatges en moltes de les seves obres.

## Referències

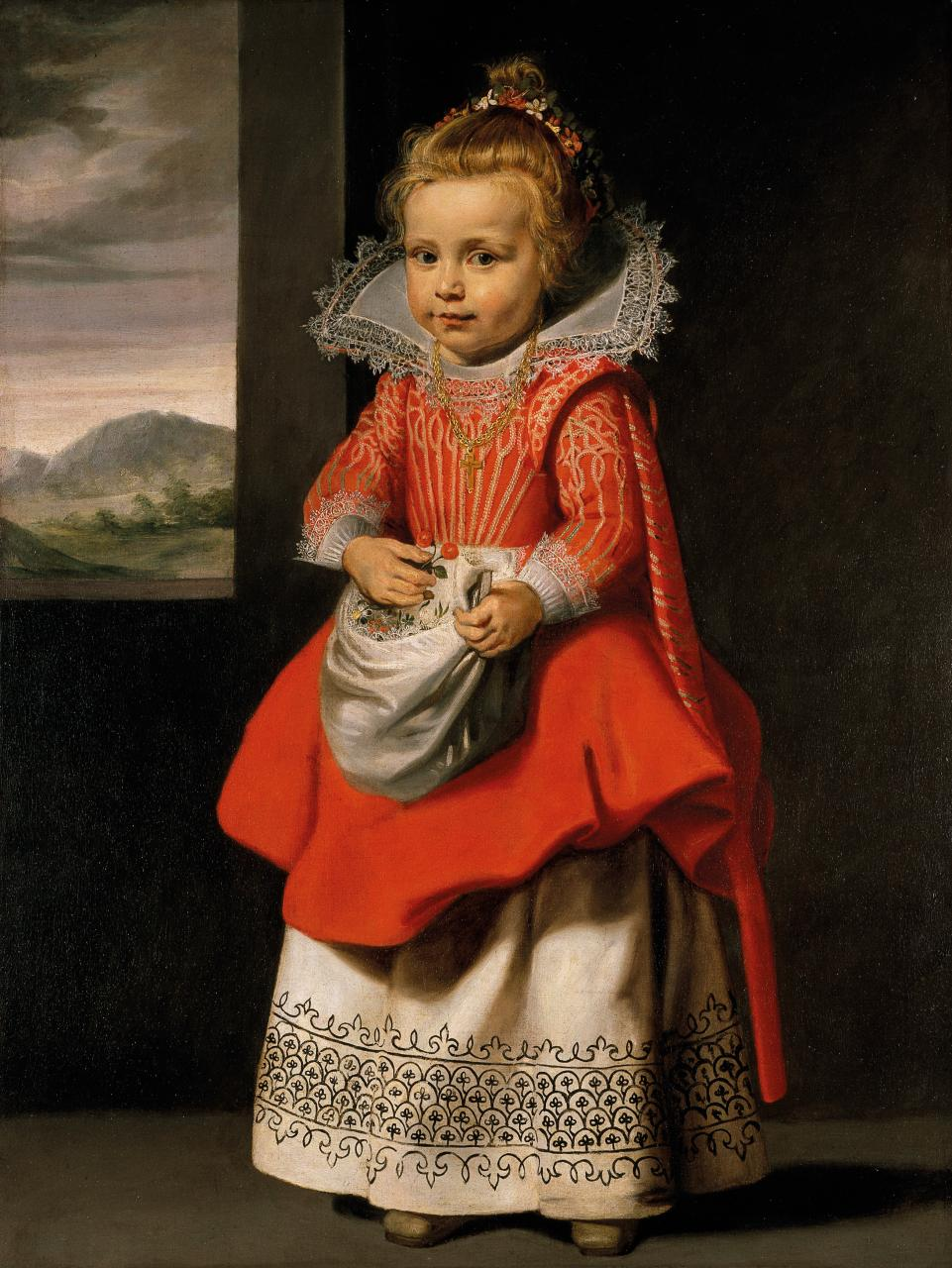
Magdalena de Vos